# Aero-Beta Flight Training
Die Flugbetrieb Aero-Beta GmbH u. Co KG, auch Aero-Beta Flight Training oder Aero-Beta, ist eine deutsche Fluggesellschaft und Verkehrsfliegerschule mit Sitz am Flughafen Stuttgart. Sie betreibt Außenstandorte in Erfurt-Sömmerda sowie in Nürnberg-Herzogenaurach und besteht seit mehr als 40 Jahren.

## Flugschule
Die Aero-Beta Flight Training ist eine große, private Verkehrsfliegerschule, die seit über 50 Jahren ausbildet. Sie ist Mitglied im Verband deutscher Verkehrsfliegerschulen (VDV). Es werden zahlreiche Ausbildungen angeboten, von der PPL über die CPL bis hin zur Verkehrspilotenlizenz.
In Erfurt-Sömmerda wird ein eigener Flugplatz mit Unterkunft betrieben. Dieser trägt den ICAO-Code EDBS und liegt nahe dem Ort Dermsdorf.

## Flotte (mit Heimatflughafen Stuttgart)
- 4 × Cessna 152 (Luftfahrzeugkennzeichen D-EAAD, D-EJPE, D-EMRS, D-EFUI)
- 1 × Cessna 172 (D-ERPH)
- 1 × Cessna 172 mit G1000 (D-EHGS)
- 2 × Piper PA-28 Archer II/III (D-EMLH, D-ERIE)
- 1 × Piper PA-28 Arrow (D-EOEO)
- 1 × Piper PA-44 Seminole (D-GFHB)

## Flotte (mit Heimatflughafen Mannheim)
- 3 × Cessna 152 (Luftfahrzeugkennzeichen D-EIJJ, D-EOMT, D-EEJL)
- 1 × Cessna 172 mit G 1000 (D-EESX)
- 1 × Cessna 182RG (D-EXBB)
- 1 × Piper PA-28 Archer II/III (D-EFSR)
- 1 × Piper PA-44 Seminole (D-GMAX)

## Flotte (mit Heimatflughafen Erfurt-Sömmerda)
- 1 × Aquila A210 (D-EAQV)
- 2 × Cessna C150 (D-EAPJ, D-EDAP)
- 1 × Cessna C152 (D-EBOD)
- 1 × Cessna 182 (D-ECGW)
- 1 × Cessna 310 (D-IBHE)
- 1 × Piper PA-28 Cherokee Arrow B (D-EDHH)
- 1 × Tecnam P2006T (D-GLGM)

## Flotte (mit Heimatflughafen Nürnberg-Herzogenaurach)
- 1 × Cessna 150 (Luftfahrzeugkennzeichen D-EFFO)
- 1 × Cessna 152 (D-EIAA)
- 2 × Cessna 172 (D-EEQS, D-ENCD)
- 2 × Socata TB10 (D-EAOJ, D-EAKC)
- 1 × Tecnam P2006T (D-GLGN)

## Zwischenfälle
- Am 18. Juli 2003 stürzte die Cessna 172N D-ELBW in Speyer ab. Der Flugschüler und sein Fluglehrer kamen ums Leben.[2]
- Am 29. April 2011 kam es zu einem Zwischenfall auf dem Flughafen Stuttgart, als das Fahrwerk der Piper PA-34 Seneca III D-GBWA beim Abrollen von der Landebahn einknickte. Verletzt wurde niemand.[3]
- Am 15. April 2018 kam es am Flugplatz Schwäbisch Hall-Hessental erneut zu einem tödlichen Zwischenfall. Eine vercharterte Cirrus SR22 der Aero-Beta Flight Training mit der Kennung D-EWTG kollidierte im Anflug mit einem Ultraleichtflugzeug. Dabei kamen die Insassen beider Luftfahrzeuge ums Leben.[4]